# Amazonetangare
De amazonetangare (Eucometis penicillata) is een zangvogel uit de familie Thraupidae (tangaren).

## Verspreiding en leefgebied
Deze soort telt 7 ondersoorten:
- E. p. pallida: van zuidoostelijk Mexico tot Honduras.
- E. p. spodocephalus: Nicaragua en noordelijk Costa Rica.
- E. p. stictothorax: van het westelijke deel van Centraal-Costa Rica tot westelijk Panama.
- E. p. cristata: oostelijk Panama, noordelijk Colombia en noordwestelijk Venezuela.
- E. p. affinis: noordelijk Venezuela.
- E. p. penicillata: zuidoostelijk Colombia, oostelijk Ecuador en oostelijk Peru, oostelijk via de Guyana's en noordelijk Brazilië.
- E. p. albicollis: Bolivia en Paraguay tot centraal Brazilië.